# 813 Baumeia
813 Baumeia eller 1915 YR är en asteroid i huvudbältet, som upptäcktes 28 november 1915 av den tyske astronomen Max Wolf. Den är uppkallad efter H. Baum.
Asteroiden har en diameter på ungefär 11 kilometer.